# Ометање судског поступка
Ометање судског поступка, у правосуђу Сједињених Држава, је злочин за ометање тужилаца или других (обично владиних) званичника. Опште право, осим у Сједињеним Државама, имају тенденцију да користе шири прекршај изопачења тока судског поступка.

## Правни преглед
Уопштено, оптужбе ометања се подижу када се открије да је особа која је испитивана у истрази, осим осумњиченог, слагала истражне чиновнике. Међутим, у већини општих правосуђа, право на ћутање се користи да омогући некој особи, коју испитује полиција, само да одбије да одговори на питања постављена од стране истражитеља а да не мора да да личне разлоге зашто то чини. (У том случају, истражитељи могу позвати сведоке на суд да сведоче под заклетвом, иако сведоци тада могу искористити своја права, на пример по Петом Амандману, уколико сматрају да њихов одговор може послужити за сопствену инкриминацију.) Ако су особе вољно и свесно покушале да заштите осумњиченог (као што је давање лажног алибија) или да прикрију сопствене активности од истраге (на пример да сакрију своју умешаност у други злочин), могу бити подложне гоњењу. Оптужбе ометања такође могу бити подигнуте уколико особа измени, уништи или прикрије физички доказ. Оптужбе ометања се могу подићи и у посебним ситуацијама као што су одбијање да се помогне полицијском чиновнику, бекство преко добровољне акције чиновника и одбијање да се помогне затворском чиновнику у хапшењу одбеглих осуђеника.
Ометање такође може обухватати и злочине које су починиле судије, јавни тужиоци, државни тужиоци, и уопштено, изабрани званичници. То су погрешно понашање, злоупотреба или немогућност у вођењу службе. То се најчешће води као злочин кривотворења, од стране невладиног званичника првенствено због тужитељске дискретности.

## Познати примери
- Бил Клинтон је био оптужен за злоупотребу од стране Представничког дома Сједињених Америчких Држава 1998. године због оптужби ометања судског поступка заснованих на тврдњама да је Клинтон слагао о својој вези са Моником Левински у правном запису тужбе од стране Поле Џоунс. Овим је Клинтон постао други председник САД који је смењен, након Ендруа Џонсона. Касније је ослобођен од стране Сената.
- Ричард Никсон је био под истрагом због ометања судског поступка због своје наводне улоге у прикривању провале у Вотергејт хотелу током своје реизборне кампање 1972. године. Иако није познато да ли је Никсон знао о „прљавој” кампањи његовог реизборног комитета против председничких кандидата Демократске странке која је довела до провале, био је свеста тога након самог дела и платио је учеснике да ћуте.
- Бивши саветник премијера И. Леви „Скутер” Либи је оптужен за ометање судског поступка у марту 2007. године због своје улоге у истрази цурења информација репортерима које су именовале агента ЦИА-е, Валери Плејм. Његову затворску пресуду је умањио председник Џорџ Буш у јулу 2007. године, тако да Либи више није морао да служи двоипогодишњу затворску пресуду, али је и даље морао да плати казну од 250 000 долара, буде забележен као осуђивани злочинац, поштује услове привременог надзора и буде удаљен из адвокатске коморе.
- Конрад Блек осуђен је у јулу 2007. године[2] за ометање судског поступка, зато што је из своје канцеларије у Торонту уклонио 13 кутија које су садржале финансијске документе, након што су запечаћене по судском налогу, а затим их неколико дана касније вратио.
- Бери Бондс осуђен је 13. априла 2011. године за ометање судског поступка због сведочења пред поротом у току БАЛКО стероидног скандала.[3] Осуђујућу пресуду касније је поништио апелациони суд.[4]
- Симулирање болести током процењивања способности у поступку Сједињене Америчке Државе против Биниона, сматрало се ометањем судског поступка и довело је до појачања казне.[5]

## Трендови у случајевима ометања
„Предвидиво ометање судског поступка” недавно се појавило у случајевима као сто је САД против Волфа. Међутим, оперативни одељак 519, усвојен 2002. године, до тада је клонуо у квази-опскурности. Законска одредба под насловом „Уништавање, измена или фалсфиковање записа у федералним истрагама и случајевима бакрота“, донета је у складу са чланом 802 Сарбеинс-Оксли закона из 2002. године.
Текст статута је релативно једноставан: 
Свако ко свесно мења, уништава, скрнави, сакрива, заташкава, фалсификује, или прави лажну измену било ког записа, документа или опипљивог предмета, у намери да спречи, омета или утиче на истрагу или правилно вођење било ког предмета у надлежности свих одељења или агенција Сједињених Америчких Држава или било ког случаја заведеног под Насловом 11, или је у вези са било каквим питањем или предметом, требало би да буде кажњен према овом члану, осуђен на затворску казну до 20 година, или обоје.
Осим максималне затворске казне од 20 година, његова главна предност је да на јединствен начин отклања одређена кључна оптерећења са плећа тужилаца као групе.
Тужиоци који оптужују за повреду члана 1519 још увек морају да утврде следеће: 
- Оптужени је свесно извео чин ометања да би утицао на питања која су у надлежности било ког одељења или агенције САД.
- Оптужени је поступао барем „у односу на” или „у размишљању о” таквом питању.

Међутим, на списку се не налази захтев да тужиоци предоче проналазачима доказа који је конкретан део судског поступка оптужени покушао да омета. Ово је значајна предност за владу.